# لياندرو بينتو
لياندرو بينتو هو لاعب كرة قدم برازيلي في مركزي قلب الدفاع والوسط، ولد في 24 يناير 1994 في ساو باولو في البرازيل. لعب مع النادي الرياضي بكالوني وباس جيانينا ونادي أولمبياكوس ونادي لاميا.

## وصلات خارجية
- لياندرو بينتو على موقع قاعدة بيانات كرة القدم.إي يو (الإنجليزية)
- لياندرو بينتو على موقع Soccerbase.com (لاعب) (الإنجليزية)
- لياندرو بينتو على موقع Soccerway.com (الإنجليزية)
- لياندرو بينتو على موقع عالم كرة القدم.نت (الإنجليزية)